# Arroyo Chafariz
Arroyo Chafariz är ett vattendrag i Argentina.   Det ligger i provinsen Misiones, i den nordöstra delen av landet, 900 kilometer norr om huvudstaden Buenos Aires.
Omgivningarna runt Arroyo Chafariz är en mosaik av jordbruksmark och naturlig växtlighet. Runt Arroyo Chafariz är det ganska glesbefolkat, med 23 invånare per kvadratkilometer.